# 아프리카도깨비쥐아과
아프리카도깨비쥐아과(Cricetomyinae)는 쥐아목 붉은숲쥐과에 속하는 아프리카 설치류 분류군이다. 3개 속에 8종으로 이루어져 있다.

## 하위 분류
- 햄스터쥐속 또는 베아미스속 (Beamys)
  - 작은햄스터쥐 (Beamys hindei)
  - 큰햄스터쥐 (Beamys major)
- 큰도깨비쥐속 또는 아프리카도깨비쥐속 (Cricetomys)
  - 남부큰도깨비쥐 (Cricetomys ansorgei)
  - 감비아도깨비쥐 또는 큰아프리카도깨비쥐 (Cricetomys gambianus)
  - 에민도깨비쥐 (Cricetomys emini)
  - 키부큰도깨비쥐 (Cricetomys kivuensis)
- 작은도깨비쥐속 또는 도깨비생쥐속 (Saccostomus)
  - 남아프리카도깨비쥐 (Saccostomus campestris)
  - 먼스도깨비쥐 (Saccostomus mearnsi)